# Liste der Kulturgüter in Val-de-Ruz
Die Liste der Kulturgüter in Val-de-Ruz enthält alle Objekte in der Gemeinde Val-de-Ruz im Kanton Neuenburg, die gemäss der Haager Konvention zum Schutz von Kulturgut bei bewaffneten Konflikten, dem Bundesgesetz vom 20. Juni 2014 über den Schutz der Kulturgüter bei bewaffneten Konflikten sowie der Verordnung vom 29. Oktober 2014 über den Schutz der Kulturgüter bei bewaffneten Konflikten unter Schutz stehen.
Objekte der Kategorien A und B sind vollständig in der Liste enthalten, Objekte der Kategorie C fehlen zurzeit (Stand: 1. Januar 2023).

## Kulturgüter
| Foto | | Objekt | Kat. | Typ | Standort                                                | Beschreibung |
| ---- | --- | --- | ---- | --- | ------------------------------------------------------- | ------------ |
| ja   | Datei hochladen · Wikidata zu Bauernhaus (1636) (Q29523351)                                          | Bauernhaus / Ferme KGS-Nr.: 03985 | A    | G   | Chézard-Saint-Martin, Rue Jean-Labran 4 560702 / 212813 |              |
| ja   | Datei hochladen · Wikidata zu La Bonneville, abgegangene mittelalterliche Stadt (Q29523370)          | La Bonneville, abgegangene mittelalterliche Stadt / La Bonneville, ville abandonnée médiéval KGS-Nr.: 04013                                                                          | A    | F   | Engollon 560250 / 209400                                |              |
| ja   | Datei hochladen · Wikidata zu Kirche Engollon (Q29523339)                                            | Kirche Engollon / Église d’Engollon KGS-Nr.: 04014 | A    | G   | Engollon, Rue de l'Eglise 3.1 560692 / 209798           |              |
| ja   | Datei hochladen · Wikidata zu Mühle Bayerel (Q29523376)                                              | Mühle Bayerel / Moulin de Bayerel KGS-Nr.: 04017 | A    | G   | Saules, Moulin de Bayerel 1 561331 / 210032             |              |
| ja   | Datei hochladen · Wikidata zu Bauernhaus (1770-80) (Q29523355)                                       | Bauernhaus / Ferme KGS-Nr.: 10109 | A    | G   | Chézard-Saint-Martin, Rue Jean-Labran 6 560654 / 212819 |              |
| BW   | Datei hochladen · Wikidata zu Domaine des Planches (Q29523363)                                       | Domaine des Planches KGS-Nr.: 10110 | A    | G   | Dombresson, Les Planches 6, 8a 563911 / 215103          |              |
| ja   | Datei hochladen · Wikidata zu Château Fenin (Q29786061)                                              | Schloss Fenin / Château de Fenin KGS-Nr.: 04015 | B    | G   | Fenin, Rue Léo-Châtelin 8 560798 / 208436               |              |
| ja   | Datei hochladen · Wikidata zu Reformierte Kirche (Q29786062)                                         | Reformierte Kirche / Temple KGS-Nr.: 04016 | B    | G   | Fenin, Rue des Bons-Voisins 5.2 560779 / 208249         |              |
| ja   | Datei hochladen · Wikidata zu Reformierte Kirche (Q29786067)                                         | Reformierte Kirche / Temple KGS-Nr.: 04019 | B    | G   | Fontaines, Grand-Rue 17.2 559139 / 210439               |              |
| ja   | Datei hochladen · Wikidata zu Reformierte Kirche (Q29786066)                                         | Temple / Reformierte Kirche KGS-Nr.: 04127 | B    | G   | Savagnier, Chemin Champey 2.2 563128 / 210821           |              |
| BW   | Datei hochladen · Wikidata zu Gemeindearchiv Cernier (Q131546243)                                    | Gemeindearchiv / Archives communales KGS-Nr.: 05630 | B    | S   | Cernier, Rue de l’Epervier 6 559240 / 212211            |              |
| BW   | Datei hochladen · Wikidata zu Landwirtschaftsmuseum Coffrane (Gebäude) (Q29786065)                   | Landwirtschaftsmuseum Coffrane (Gebäude) / Musée agricole de Coffrane (bâtiment) KGS-Nr.: 08755                                                                                      | B    | G   | Coffrane, Rue du Musée 30 556095 / 206564               |              |
| BW   | Datei hochladen · Wikidata zu Landwirtschaftsmuseum Coffrane, Sammlung Raymond Perrenoud (Q27489674) | Landwirtschaftsmuseum Coffrane, Sammlung Raymond Perrenoud / Musée agricole de Coffrane, collection Raymond Perrenoud KGS-Nr.: 10666                                                 | B    | S   | Coffrane, Rue du Musée 30 556094 / 206562               |              |
| ja   | Datei hochladen · Wikidata zu Pfarrhaus (Q29786063)                                                  | Pfarrhaus / Cure KGS-Nr.: 11869 | B    | G   | Dombresson, Chemin de l’Église 1 563674 / 213616        |              |
| BW   | Datei hochladen · Wikidata zu Domaine de la Dame (Q29786059)                                         | Ehemalige Domaine de la Dame (Bauernhaus La Dame und Landhaus La Marquette) / Ancienne Domaine de la Dame (Métairie de La Dame et maison de campagne de La Marquette) KGS-Nr.: 11876 | B    | G   | Villiers, La Dame 2, 2.1 566524 / 214163                |              |